# 南隼人
南 隼人（みなみ はやと、1982年11月6日 - ）は、日本のラジオDJ、MC、アナウンサー。岐阜県不破郡垂井町出身。株式会社Gifut代表。花園大学文学部史学科（現 日本史学科）卒業。

## 経歴
花園大学に在学中、オーストラリアに語学留学し、留学先でニューカレドニア世界親善野球大会に日本代表選手兼親善大使として出場。
帰国後、スキーやスノーボードの大会MCなどを務める。
2012年に横浜DeNAベイスターズのスタジアムDJとしてデビュー。
2019年から千葉ロッテマリーンズ主催試合のリポーターに就任。

## 人物
アスリートフードマイスター（日本野菜ソムリエ協会認定）の資格を持つ。

## 主な実績
- 2008 ZIP-FM ナビゲーターオーディション優秀賞[6]
- 横浜DeNAベイスターズ スタジアムDJ（2012年 - 2015年）
- Rakuten.FM TOHOKU　パーソナリティ・実況（2016年 - ）
- バイクナビグランプリ（自転車レース）MC
- Wiz Spoシリーズ（自転車＆ランイベント）MC
- RSJ リアルスノードットジェイピー 副編集長[7]
- アルバルク東京 アリーナMC

他